# Велике Песьяне
Велике Песья́не (рос. Большое Песьяное) — присілок у складі Мокроусовського округу Курганської області, Росія.
Населення — 48 осіб (2010, 93 у 2002).
Національний склад станом на 2002 рік:
- росіяни — 85 %